# Università Edge Hill
L'Università Edge Hill è un'università pubblica basata su campus a Ormskirk, nel Lancashire, Inghilterra. Fu fondata nel 1885 come Edge Hill College, il primo college laico di formazione per insegnanti per donne in Inghilterra, prima di ammettere i suoi primi studenti maschi nel 1959. Nel 2005 l'Edge Hill ottenne dal Consiglio privato del Regno Unito il Taught Degree Awarding Powers, cioè il potere di conferire la laurea in insegnamento e diventò l'Università Edge Hill il 18 maggio 2006.
L'Università ha tre facoltà: arti e scienze, istruzione, salute e assistenza sociale, che vengono insegnate a livello di laurea e post-laurea.

## Storia
L'Edge Hill College fu aperto il 24 gennaio 1885 su Durning Road, Edge Hill, Liverpool, da un gruppo di sette uomini d'affari e filantropi di Liverpool. Prende il nome dal distretto in cui era situato, fu il primo college non confessionale di formazione per insegnanti per donne in Inghilterra. Nel 1892 Edge Hill era uno degli unici due college in Inghilterra che combinavano la formazione degli insegnanti e lo studio del corso di laurea. Con l'aumento del numero degli studenti, Edge Hill divenne rapidamente troppo grande per i suoi dintorni. L'istituto fu consegnato al Lancashire Education Committee, con la posa della prima pietra dell'attuale campus di Ormskirk avvenuta il 26 ottobre 1931 da J.T. Travis-Clegg, presidente del consiglio della contea di Lancashire. Gli edifici principali comprendevano un blocco educativo principale, quattro residenze (chiamate Stanley, Clough, Lady Margaret e John Dalton), una sala riunioni, una biblioteca, un'aula di artigianato, una palestra, sale per conferenze, aule e un'aula di musica.
Tra il 1939 e il 1946, il college fu trasferito a Bingley nello Yorkshire e il sito di Ormskirk fu requisito per l'uso da parte dei militari.
I locali di Durning Road furono distrutti in un bombardamento il 17 novembre 1940, durante il Blitz di Liverpool, che uccise 166 persone.
Divenne un college misto, ammettendo i suoi primi studenti maschi nell'ottobre 1959, quando contava circa 500 studenti in totale. Nel 1963 l'università contava 660 studenti e 59 dipendenti.
Da allora l'istituzione si è espansa ulteriormente, con ulteriori sviluppi a Ormskirk e l'assorbimento dell'ex School of Health Studies di Sefton.
Nel 2005 ottenne i poteri di assegnazione dei titoli di insegnamento dal Privy Council. Il 18 maggio 2006 l'istituzione è diventata Università Edge Hill e nell'agosto 2008 le fu concesso il potere di conferire dottorati di ricerca.

## Il campus
L'Università Edge Hill ha sede in un campus di 160 acri (650 000 m²) a Ormskirk, il centro amministrativo del West Lancashire. Si trova a metà strada tra Liverpool e la città della Contea di Preston.
L'Università operava dal campus di Woodlands con sede a Chorley, nel Lancashire centrale, dove offriva programmi di sviluppo professionale continuo e studio part-time. Tuttavia, negli ultimi anni le operazioni sono state centralizzate nel campus principale dell'Università.
La maggior parte delle materie e dei dipartimenti dell'Università hanno sede in edifici specialistici sviluppati a partire dagli anni '90: facoltà di scienze della formazione, facoltà di salute e assistenza sociale, scuola di amministrazione aziendale, scienze biologiche, scienze geologiche, lato creativo (media e scienze sociali), arti dello spettacolo, il centro Wilson (sport e attività fisica) e psicologia. Il Centro tecnologico è stato aperto nel 2016 dall'imprenditore Sir Robin Saxby.
L'università gestisce anche un campus nel centro della città di Manchester negli St. James Buildings, principalmente per corsi di scienze mediche.

### Il polo studentesco

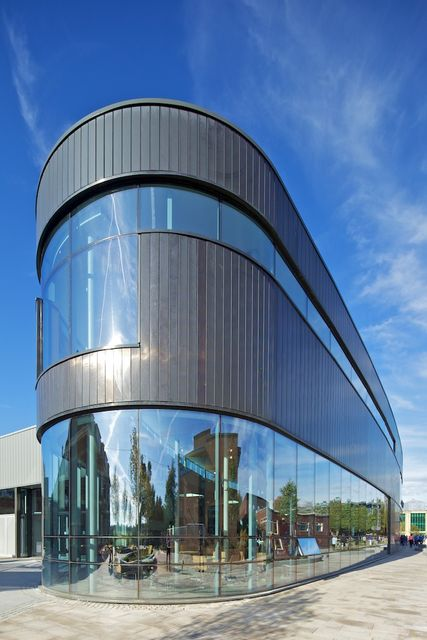
L'Hub

Questo edificio è stato inaugurato nel 2011 come area studentesca centrale, contenente punti vendita al dettaglio, di ristorazione e strutture informatiche, oltre a fornire nuovi alloggi per l'Unione degli studenti di Edge Hill. L'edificio è stato formalmente inaugurato da Sua Altezza Reale la Contessa di Wessex il 15 ottobre 2012.

### Centro sportivo
L'attuale complesso sportivo interno ed esterno è stato inaugurato nel 2015 dall'eptatleta olimpica Katarina Johnson-Thompson.

### Centro artistico
L'Arts Center ospita il Dipartimento di arti dello spettacolo dell'Università e i Teatri Rose e Studio. È stato ufficialmente inaugurato dallo sceneggiatore e scrittore britannico della cerimonia di apertura delle Olimpiadi estive di Londra 2012 Frank Cottrell Boyce, dottore onorario in letteratura presso l'Università. L'Arts Center comprende un teatro professionale da 234 posti (The Rose Theatre) e un Teatro Studio da 140 posti.

### Il catalizzatore
Il Catalyst funge da biblioteca per gli studenti nel campus di Ormskirk, nonché da centro informazioni e servizi per gli studenti. La biblioteca originale, aperta negli anni '90, è stata sostituita con un nuovo edificio multipiano appositamente costruito, situato sulla vecchia pista da corsa, adiacente al Wilson Centre, ed equidistante tra lo Student Hub e i Creative Edge Buildings, come parte di uno sviluppo da 36 milioni di sterline. L'edificio da 26 milioni di sterline ospita uno spazio studio di 8.000 metri quadrati, ovvero il 50% più grande del vecchio edificio della biblioteca. Lo sviluppo è iniziato nel dicembre 2016, quando è stata scavata la vecchia pista da corsa. Il Catalyst è stato inaugurato il 9 luglio 2018.

### Collegi di residenza
Le residenze originali erano 'chiamate Stanley, Clough, Lady Margaret e John Dalton "in onore" della famiglia Derby' e "di tre individui famosi nella storia del Lancashire e dell'istruzione": Anne Jemima Clough fu una pioniera dell'istruzione superiore per le donne, avendo fondato il Newnham College, Cambridge.
Cinque sale, aperte nel 1963 dalla Principessa Margaret, prendono il nome da Lady Openshaw, Katherine Fletcher, presidenti dei governatori, EM Butterworth, Margaret Bain (preside) ed Eleanor Rathbone, una nota riformatrice sociale. Lancashire Hall è stata demolita nel 1999 per far posto al Wilson Center (Edge Hill Sport), ma originariamente era stata costruita per ospitare studenti maschi. Forest Court, frassino, faggio, cedro, olmo, agrifoglio, larice, acero, quercia, sorbo e salice, ha aggiunto 300 camere da letto all'inizio degli anni '90.

Le sale più recenti includono la Founders Court, che prende il nome dal fondatore dell'istituzione Crosfield (William Crosfield), McDairmid (S. McDairmid), Matheson (Thomas Matheson), Smith (Samuel Smith (1836–1906), Balfour (Alexander Balfour), Sinclair (WP Sinclair), Sarah Yelf (la prima Preside) e Graduates Court, che prende il nome dagli ex alunni: Ainsworth (Joe Ainsworth), Annakin (Ethel Annakin), Maconie (Stuart Maconie), Normanton (Helena Normanton) e Pryce (Jonathan Pryce).

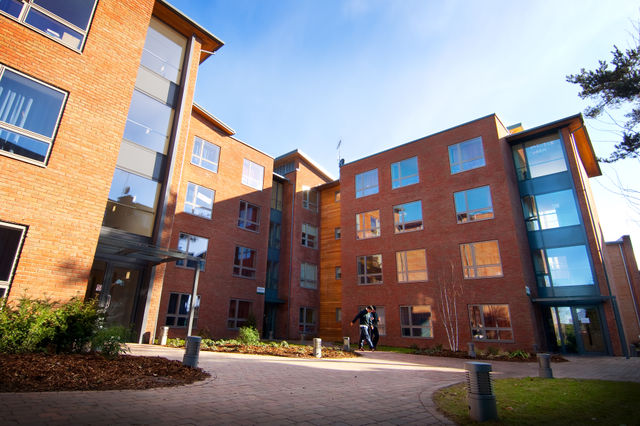
Corte dei fondatori

Nel 2012 è stata aperta la Chancellors Court, aggiungendo sale intitolate a persone legate all'istituzione, inclusi i presidenti del consiglio dei governatori: Blake, Booth, Bradshaw, Fulton, Millner, Pinfold, Tomkins e Wilson, nonché Byron (Tanya Byron, la prima Rettrice dell'Università) e Williams (il politico Shirley Williams). Ulteriori sale aggiunte nel 2013 sono, nella Chancellors Court: Binns (Sir Arthur Lennon Binns), Boyce (JSB Boyce), Lord (Sir Percy Lord) e Meadon (Sir Percival Edward Meadon) e nella Corte dei Fondatori: Dewhurst (M. K. Dewhurst), Fenemore (Mildred Fenemore), Feuchsel (Harriet D Feuchsel) e Holt (George Holt (mercante).
Chancellors South, altre 246 unità abitative per completare i blocchi della Chancellors Court sul lato orientale del campus, sono stati completati nell'estate 2014. Le sale prendono il nome da persone associate all'istituzione, tra cui Laverty (Bernard Laverty, Pro-Cancelliere e presidente del membro del consiglio di amministrazione dell'Università Edge Hill dal 2014, dottore commercialista e direttore dell'azienda tessile del Lancashire David Whitehead & Sons Limited), Jenkins (Miss JA Jenkins, vicepreside di Edge Hill dal 1906 e preside ad interim dal 1909 al 10), Millins (Il signor PKC 'Ken' Millins è stato il primo preside maschio di Edge Hill, alla guida dell'istituzione tra il 1964 e il 1979 e ha ricevuto un dottorato onorario nel 2010), Aitken: Sir James Aitken ha fatto parte del comitato per l'istruzione del consiglio della contea di Lancashire dal 1921 al 1948, e fu presidente del Consiglio dal 1946 al 1948, e Welch (John Welch fu presidente del Comitato per l'istruzione del Consiglio della contea di Lancashire tra il 1955 e il 1958).
Le aule del tribunale palatino prendono il nome da personaggi di spicco associati alla storica contea palatina del Lancashire: Carrington (l'artista Leonora Carrington), Glazebrook (il fisico Richard Glazebrook), Pankhurst (l'attivista per il suffragio femminile Emmeline Pankhurst), Roscoe (abolizionista e storico William Roscoe), Lowry (artista L. S. Lowry), Peel (Primo Ministro e architetto delle moderne forze di polizia Robert Peel) e Wilkinson (politico, una volta ministro dell'Istruzione Ellen Wilkinson).

## Organizzazione e gestione

### Gestione
Il rettore fondatore dell'Università era Tanya Byron, psicologa clinica, giornalista, autrice e conduttrice televisiva. La Byron ricoprì questo incarico dal 2008 al 2018. Il pro rettore è Clive Edwards, che funge anche da presidente del consiglio di amministrazione.
L'attuale rettore è John Cater, che ha ricoperto l'incarico dal 1993. Ha ricevuto un CBE agli onori del compleanno della regina del 2015. In qualità di geografo sociale ha pubblicato ampiamente su razza, alloggi, sviluppo economico e politiche pubbliche ed è coautore di importanti studi di ricerca per il Social Science Research Council, la Commissione per l'uguaglianza razziale e i loro organismi successori. L'attuale vicerettore vicario è Steve Igoe. Gli attuali il vice rettori aggiunti sono Mark Allanson che è entrato nell'università nell'agosto 2014, dopo aver lavorato per l'Higher Education Funding Council per l'Inghilterra e Lynda Brady che è entrata ad aprile 2014, avendo precedentemente lavorato per la Open University.

### Facoltà e dipartimenti

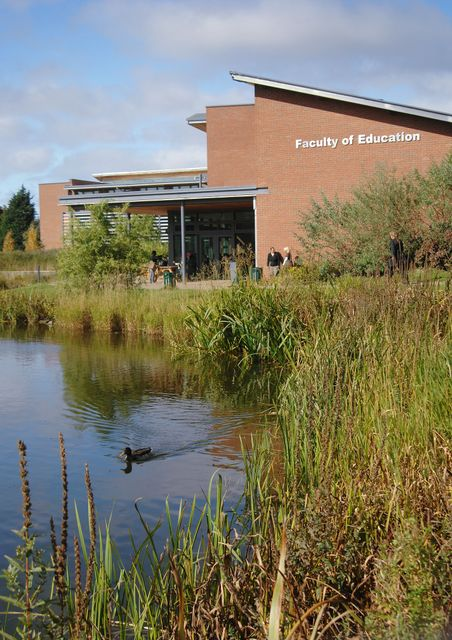
Facoltà di Educazione

L'Università ha tre Facoltà:

#### Facoltà di Lettere e Scienze
La facoltà comprende dipartimenti di:
- Biologia
- Business (Edge Hill Business School)
- Informatica
- Inglese, storia e scrittura creativa
- Geografia e geologia
- Centro linguistico
- Legge e criminologia
- Media
- Arti dello spettacolo (incl. Teatro musicale)
- Psicologia
- Scienze sociali
- Sport e attività fisica

#### Facoltà di Educazione
La facoltà gestisce programmi iniziali di formazione degli insegnanti per le fasi di età dell'educazione nel Regno Unito, insieme al continuo sviluppo professionale per il personale scolastico. Il più recente rapporto di ispezione Ofsted dell'Educazione Iniziale degli Insegnanti (2011) ha ottenuto il grado 1 in tutte le 33 cellule che coprono le fasi della formazione iniziale degli insegnanti: istruzione e formazione primaria e dei primi anni, istruzione e formazione secondaria e post-obbligatoria.
La facoltà comprende dipartimenti di:
- Istruzione dei primi anni
- Bambini, istruzione e comunità
- Apprendimento professionale
- Educazione secondaria e Ulteriore

#### Facoltà di Sanità e Assistenza Sociale

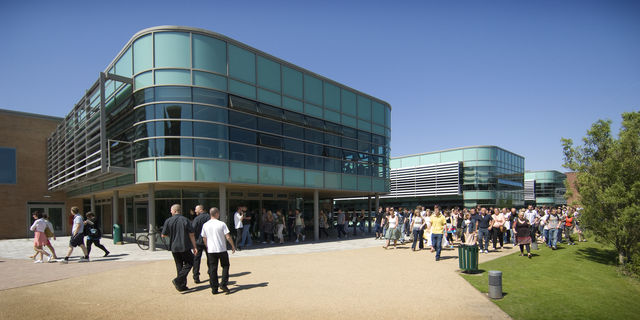
Facoltà di Sanità e Assistenza Sociale

La facoltà offre una formazione di preiscrizione per infermieri, ostetriche, professionisti del dipartimento operativo e paramedici; lauree qualificanti di lavoro sociale e sviluppo professionale nei settori della salute e dell'assistenza sociale.
La facoltà comprende dipartimenti di:
- Assistenza sanitaria e sociale applicata
- Medicina
- Ostetrica
- Assistenza infermieristica
- Pratica del Reparto Operativo
- Pratica paramedica
- Lavoro sociale
- Corsi di sviluppo post laurea e professionale
- Moduli CPD (Continuous Professional Development)

### Scuola di specializzazione
La Graduate School aiuta gli studenti ricercatori sui programmi MRes, MPhil e PhD e i loro supervisori.

### Lo Stemma
L'università ha ricevuto uno grant of arms nel 2007.
Lo stemma è composto da uno scudo, uno stemma, un distintivo e un motto. I colori utilizzati sono quelli delle suffragette e «riflettono l'impegno per l'uguaglianza delle donne che hanno guidato la formazione dell'istituzione».
Le origini dell'università sono rappresentate dalle tre rose rosse del Lancashire nello scudo e dal Liver bird nello stemma, che si riferisce alla sua sede originaria a Liverpool. Lo stemma contiene un sole, una penna d'oca, piume di pavone e un leone. Il motto dell'Università, "In Scientia Opportunitas", si traduce come "Nella conoscenza ci sono opportunità".

### La mazza

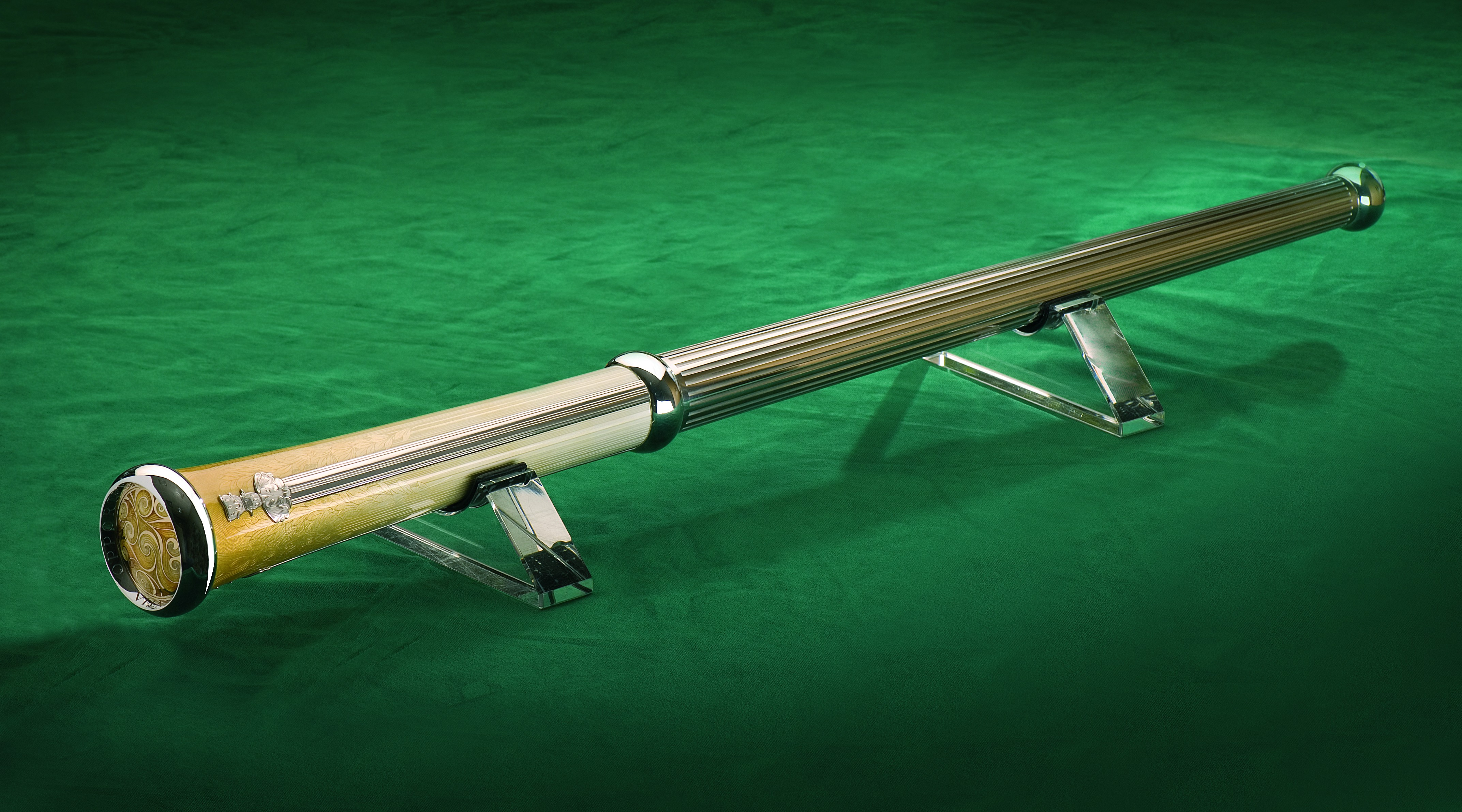
Università Edge Hill Mace

La Mazza è il simbolo dell'autorità dell'Università nel conferire diplomi. L'Università Edge Hill ha commissionato la sua mazza nel 2007 all'argentiere Clive Burr. Ispirata allo stemma dell'Università e all'architettura del campus, la produzione della mazza ha richiesto sei mesi ed è realizzata in argento sterling. Alla testa c'è una cupola in oro giallo 18 carati smaltata da Jane Short, con un'iscrizione incisa a mano del motto dell'Università che corre attorno al bordo d'argento. Il corpo principale è circondato da una decorazione incisa a mano, il cui disegno si ispira alle foglie d'acanto e alle colonne in pietra dell'ingresso dell'originario edificio universitario.

## Profilo accademico

### Corsi
I corsi universitari dell'Università Edge Hill includono diplomi BA/BSc e LLB, qualifiche di pre-registrazione sanitaria e titoli di formazione per insegnanti. L'offerta post-laurea comprende PGCE, programmi di master, diplomi di ricerca MBA, MPhil e PhD e programmi MRes.

### Studenti
Secondo l'Higher Education Statistical Agency (HESA), nell'anno accademico 2019/20 c'erano 10 025 studenti universitari e 3 535 studenti post-laurea. Le statistiche potrebbero non mostrare studenti internazionali.

### Etichetta discografica
Nel 2013 il docente senior e bassista di The Farm, Carl Hunter, ha lanciato un'etichetta discografica senza scopo di lucro in associazione con gli studenti dell'Università Edge Hill chiamata The Label Recordings. L'etichetta ha pubblicato e promosso musica di artisti tra cui The Inkhearts, Hooton Tennis Club, Oranj Son, Feral Love e Youth Hostel. L'etichetta funziona come un collocamento nel settore per gli studenti ed è stata "altamente lodata" ai Times Higher Education Awards 2016.

### Premio al racconto breve
Si ritiene che l'Edge Hill Short Story Prize sia l'unico premio del Regno Unito che riconosce l'eccellenza in una raccolta di racconti pubblicati da un singolo autore. Il premio attira autori affermati che competono insieme a relativamente nuovi arrivati. I vincitori precedenti sono stati John Burnside, Kevin Barry, Colm Tóibín, Claire Keegan, Chris Beckett, Jeremy Dyson, Graham Mort, Sarah Hall e Jessie Greengrass. Il premio è coordinato da Ailsa Cox, lettrice di scrittura creativa e inglese, e prevede tre categorie: il premio letterario principale di £ 5.000, nonché un premio del lettore di £ 1.000 giudicato dagli studenti del BA in scrittura creativa e un premio di £ 500 per studenti del corso MA di Scrittura Creativa dell'Università.

### Ricerca
L'università ha riportato dodici unità di valutazione nel Research Excellence Framework (REF) 2014 del Regno Unito e ha istituito tre istituti di ricerca interdisciplinari attraverso i quali gestire l'impatto e l'impegno esterno della ricerca condotta.

#### Istituto per l'impresa creativa
L’Institute for Creative Enterprise è il forum di ricerca interdisciplinare dell’Università Edge Hill che collega l’Università con l’economia digitale e creativa e con le istituzioni culturali. Diretto da Roger Shannon.

#### Istituto per le politiche pubbliche e la pratica professionale
L'Institute for Public Policy and Professional Practice (I4P) è un'iniziativa di ricerca interdisciplinare e scambio di conoscenze fondata presso l'Università Edge Hill nel 2013.

#### Istituto medico post-laurea
Il Postgraduate Medical Institute è una partnership tra l'Università Edge Hill e professionisti e fornitori sanitari regionali che cercano di migliorare la qualità dell'assistenza sanitaria e sociale nel Nord Ovest attraverso l'istruzione, la ricerca e l'innovazione.

I temi principali dell’Istituto sono l’assistenza primaria, la fertilità, la neurologia e la psichiatria, l’ortopedia, la biomeccanica e le bioscienze.

## Vita studentesca

### Unione Studentesca
L'Università Edge Hill Students' Union è l'organismo rappresentativo degli studenti dell'università gestito da quattro funzionari eletti, funzionari sabbatici e amministratori degli studenti che siedono nel consiglio. I funzionari sabbatici sono il Presidente della SU, il Vice Presidente delle Attività, il Vice Presidente della Rappresentanza Accademica e il Vice Presidente del Welfare. Tutti gli studenti dell'università sono automaticamente iscritti all'Unione degli studenti che cerca di promuovere gli interessi dei suoi membri, fungere da canale di rappresentanza tra gli studenti e l'università e fornire consulenza e attività ricreative ai suoi membri.
L'Unione degli studenti conta oltre 70 società a cui gli studenti possono aderire, tra cui una serie di squadre sportive, gruppi disciplinari e società sociali. "Team Edge Hill" è il marchio sportivo della SU che comprende tutte le squadre sportive e gli individui che competono per l'università all'interno delle leghe dei campionati British Universities e Colleges Sport (BUCS), tra cui football, rugby, bicicletta, netball, nuoto, tennis, hockey, golf, football americano e molti altri. VibeMedia è la piattaforma multimediale dell'Unione degli studenti che comprende Vibe Radio e Vibe TV, un canale radiofonico e televisivo gestito da studenti volontari.
Nel 2012, la Edge Hill SU è stata selezionata per il premio nazionale NUS Small Students' Union dell'Anno. Nel 2019 ha vinto la campagna NUS Trans dell'anno.

## Persone importanti

### Rettori
- 2008-2018: Tanya Byron
- 2023-oggi: Dawn Airey[41]

### Vicerettori/ Presidi
Fino all'assegnazione dello status di università nel 2006, il vicerettore era conosciuto come il preside. 
- 1885-1890: Sarah Jane Yelf[42]
- 1890-1920: Sarah Jane Hale
- 1920-1941: Eva Marie Smith
- 1941-1946: E M Butterworth
- 1946-1964: Dr Margaret Bain
- 1964-1978: Ken Millins
- 1978-1982: Marjorie Stanton
- 1982-1989: Harry Webster
- 1989-1993: Ruth Gee
- 1993-oggi: John Cater

### Ex alunni
Quelli che seguono sono tutti soggetti di rilevanza enciclopedica, in quanto presenti nella Wikipedia in lingua inglese, anche se non presenti nella Wikipedia italiana.
- Joe Ainsworth (Sceneggiatore per il dramma della BBC Holby City)
- Liam Colbon (Giocatore della Rugby League)
- Julie Cooper MP (Membro del Parlamento e ministro ombra della Sanità)
- Murray Dron (Reporter/conduttore televisivo)
- Mark Edwardson (Presentatore televisivo, BBC North West Tonight)
- Danny Howard (DJ di Radio1)
- Kerry Howard (Attrice)
- Eric Hughes (Giocatore della Rugby League)
- Simon Kerrigan (Giocatore di cricket)
- Stuart Maconie (Autore, DJ e conduttore televisivo)
- Ruth Madeley (Attrice)
- Nazia Mogra (Presentatore di notizie)
- Helena Normanton QC (Prima donna a esercitare come avvocato nel Regno Unito)
- Paul Nuttall (Former Leader dell’UKIP)
- Jonathan Pryce (Attore)
- Steve Sinnott (Segretario Generale dell'Unione Nazionale Insegnanti)
- Sue Smith (calciatore)
- Ethel Snowden nata Annakin (Socialista, femminista e moglie dell'ex cancelliere dello Scacchiere Philip Snowden)
- Stuart Stokes (corsa ad ostacoli)
- Andrew Sumner (Giornalista cinematografico, editore e conduttore televisivo)

### Personale
- Geoffrey Beattie
- Rodge Glass
- Carl Hunter
- Richard Witts